# Куна Конавоска
Куна Конавоска (на хърватски: Kuna Konavoska) е село в Хърватия, разположено в община Конавле, Дубровнишко-неретванска жупания. Намира се на 690 метра надморска височина. Населението му според преброяването през 2011 г. е 17 души. При преброяването на населението през 1991 г. има 46 жители, от тях 46 (100,00 %) хървати.

## Население
Численост на населението според преброяванията през годините:
- 1857 – 126 души
- 1869 – 152 души
- 1880 – 160 души
- 1890 – 146 души
- 1900 – 164 души
- 1910 – 159 души
- 1921 – 136 души
- 1931 – 146 души
- 1948 – 133 души
- 1953 – 137 души
- 1961 – 114 души
- 1971 – 97 души
- 1981 – 65 души
- 1991 – 46 души
- 2001 – 30 души
- 2011 – 17 души